# Tillman Thomas
Tillman Thomas (ur. 13 czerwca 1945) – grenadyjski polityk, premier Grenady od 9 lipca 2008 do 20 lutego 2013, lider Narodowego Kongresu Demokratycznego.

## Życiorys
Tillman Thomas urodził się w miejscowości Hermitage w parafii Saint Patrick na Grenadzie. Jego ojciec był znanym farmerem, a matka gospodynią domową. Początkowo uczęszczał do katolickiej szkoły Tivoli Roman Catholic School. Następnie odbywał studia licencjackie z dziedziny ekonomii na Uniwersytecie Fordham w Nowym Jorku, po czym rozpoczął studia prawnicze na Uniwersytecie Indii Zachodnich w Cave Hill w Barbadosie. 
W 1978 powrócił na Grenadę i rozpoczął działalność polityczną, angażując się w ruch ochrony praw człowieka. W czasie rządów prokomunistycznego premiera Maurice’a Bishopa został w 1981 uwięziony na dwa lata z powodu nieprzychylnych władzom publikacjom w gazecie „Grenadian Voice Newspaper”. W zamknięciu przebywał do czasu amerykańskiej inwazji na Grenadę w 1983.
W 1984 przystąpił do nowo powstałej Nowej Partii Narodowej (NPP), z ramienia której uzyskał w tym samym roku mandat deputowanego do Izby Reprezentantów. W grudniu 1984 objął stanowisko wiceministra spraw prawnych. W 1987 wystąpił z NPP, zostając jednym z założycieli Narodowego Kongresu Demokratycznego (NDC). W wyborach parlamentarnych w 1990 nie uzyskał mandatu, jednak jego partia zdobyła najwięcej miejsc w parlamencie i utworzyła rząd. W gabinecie premiera Nicholasa Brathwaite objął wówczas funkcję wiceministra pracy, a następnie ministra turystyki. 
W 1995 został wybrany nowym przewodniczącym NDC, zastępując na tym stanowisku byłego premiera Brathwaite. W wyborach parlamentarnych z 27 listopada 2003 zdobył mandat deputowanego, jednakże Narodowy Kongres Demokratyczny przegrał wybory jednym mandatem (7 do 8) z Nową Partią Narodową i pozostał w opozycji.
W kolejnych wyborach parlamentarnych z 8 lipca 2008 Narodowy Kongres Demokratyczny odniósł pierwsze od 13 lat zwycięstwo nad Nową Partią Narodową, zdobywając 11 mandatów w 15-osobowej Izbie Reprezentantów. Następnego dnia Tillman Thomas został mianowany przez gubernatora generalnego Daniela Williamsa nowym szefem rządu.
Urząd premiera zajmował do 20 lutego 2013, kiedy dzień po przegranych wyborach parlamentarnych, w których NDC nie uzyskał ani jednego miejsca w Izbie Reprezentantów, na stanowisku zastąpił go Keith Mitchell. 
Tillman Thomas jest żonaty, ma czworo dzieci.